# Birgitta Jónsdóttir
Birgitta Jónsdóttir (Reykjavik, 17 april 1967) is een IJslands kunstenares, dichteres, schrijfster en lid van het Alding (het parlement van IJsland) voor de Piratenpartij. Birgitta Jónsdóttir treedt ook vaak op als woordvoerster van WikiLeaks, de website voor klokkenluiders.
Birgitta Jónsdóttir heeft in Denemarken, Zweden, Noorwegen, Engeland, de Verenigde Staten, Australië en Nederland gewoond, en is nu weer terug in haar geboorteland IJsland. In 1989 werd haar eerste gedichtenbundel gepubliceerd. Haar poëzie is vertaald in twaalf talen, waaronder het Albanees, Arabisch, Duits, Japans, Roemeens en Spaans. Haar kunst is tentoongesteld in onder andere de Verenigde Staten, Azië en Europa.
Birgitta organiseerde met een aantal andere kunstenaars en dichters van IJsland de manifestatie Kunst tegen oorlog waarmee ze protesteerden tegen de oorlog in Irak. In 1996 richtte zij de eerste online kunstgalerie van IJsland op.
In 2010 was ze betrokken bij het project Icelandic Modern Media Initiative, dat het initiatief nam voor de gelijknamige wet voor de bescherming van de vrijheid van informatie, meningsuiting en expressie.